# Weltjugendtag 2011

Logo des
Weltjugendtages 2011

Der XXVI. Weltjugendtag fand vom 15. bis 21. August 2011 in Madrid statt. Nach dem XXIII. Weltjugendtag in Sydney hatte Papst Benedikt XVI. nach Spanien eingeladen.
Der Weltjugendtag wurde zum zweiten Mal in Spanien durchgeführt – 1989 fand der IV. Weltjugendtag mit einer halben Million Teilnehmer in Santiago de Compostela statt.
Gastgeber des XXVI. Weltjugendtages war der Erzbischof von Madrid, Antonio María Kardinal Rouco Varela. Rouco Varela hatte bereits 1989 als Erzbischof von Santiago de Compostela den IV. Weltjugendtag ausgerichtet. In einer ersten Stellungnahme wies er auf den außergewöhnlichen Wert hin, den das Treffen in Madrid für die Kirche Spaniens bedeutete. Er habe die Nachricht „mit Freude, Dankbarkeit und Fröhlichkeit“ entgegengenommen.

## Motto und Patronat
Das Motto des Treffens wurde dem zweiten Kapitel des Kolosserbriefes entnommen: 
„In Ihm verwurzelt und auf Ihn gegründet, fest im Glauben“ (Kol 2,7 ).
Die Patrone dieses Weltjugendtages waren die heiliggesprochenen Johannes vom Kreuz, Ignatius von Loyola, Francisco de Xavier, Isidor von Madrid, Maria Toribia, Rafael Arnáiz Barón, Johannes von Avila, Teresa von Avila und Rosa von Lima sowie der seliggesprochene Johannes Paul II.

## Verlauf

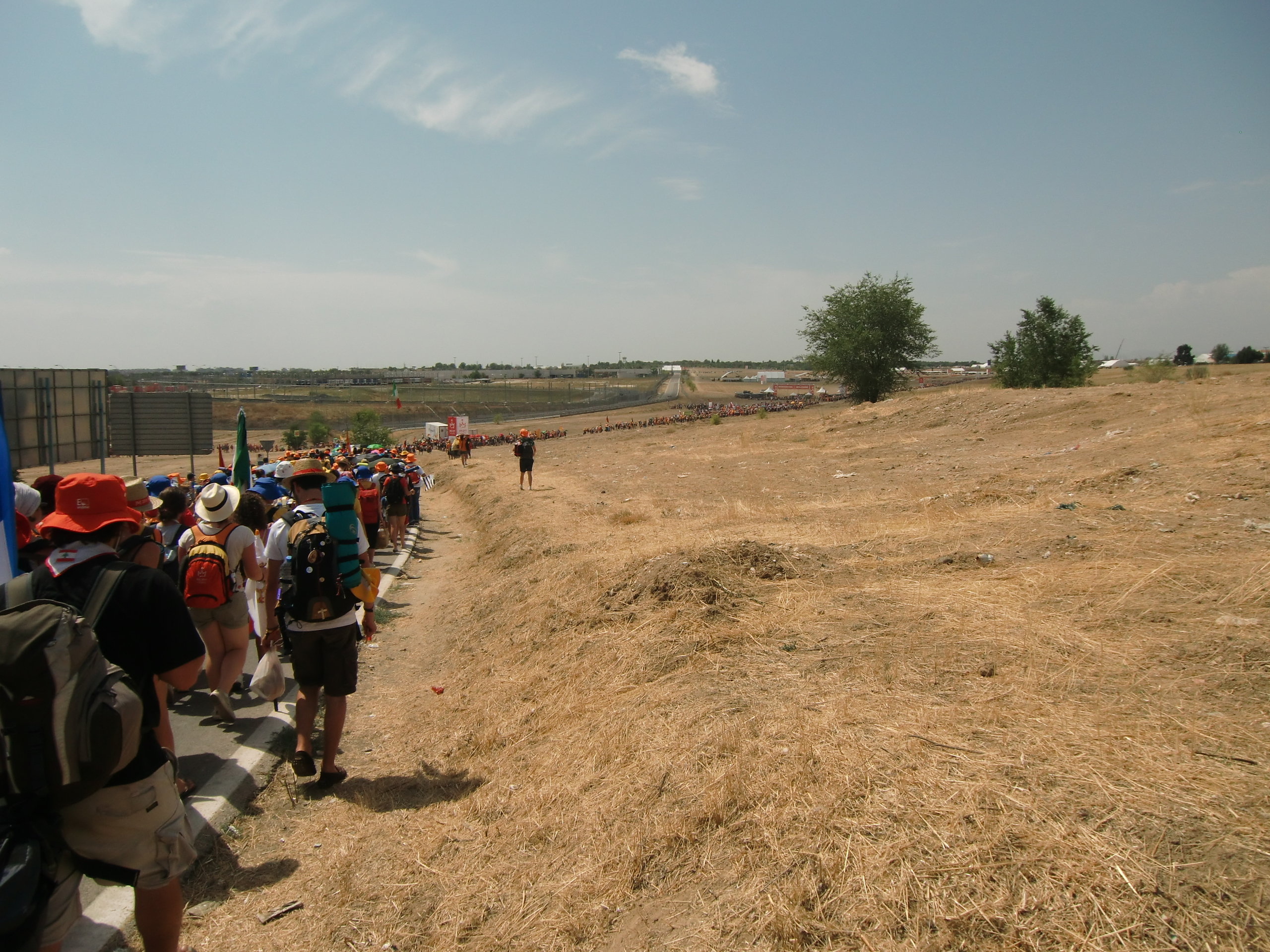
Der letzte Teil des Weges zum Tor 3 von Cuatro Vientos

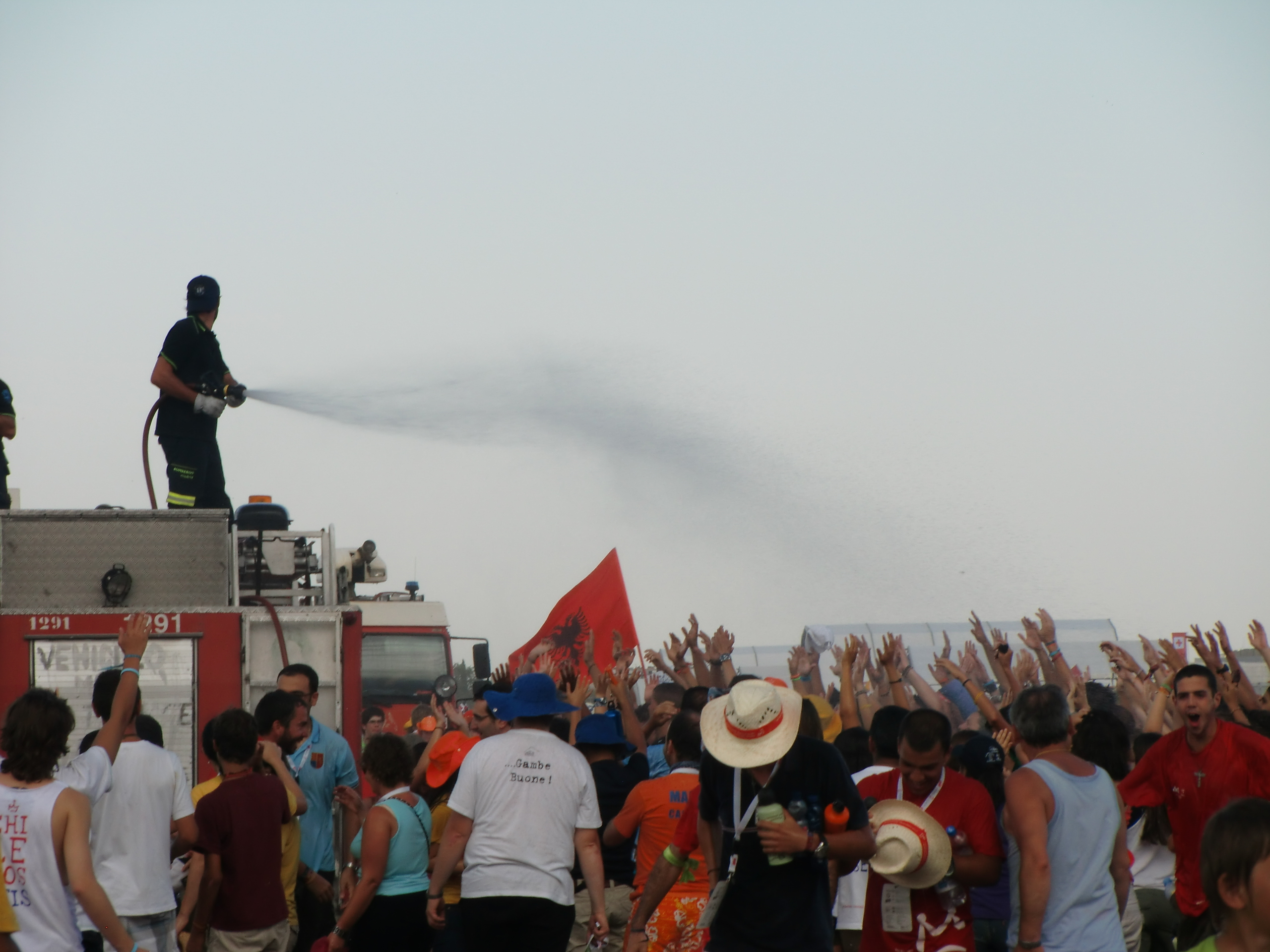
Feuerwehrmänner (Bomberos) sorgten mit Wasser für Abkühlung bei den Pilger.

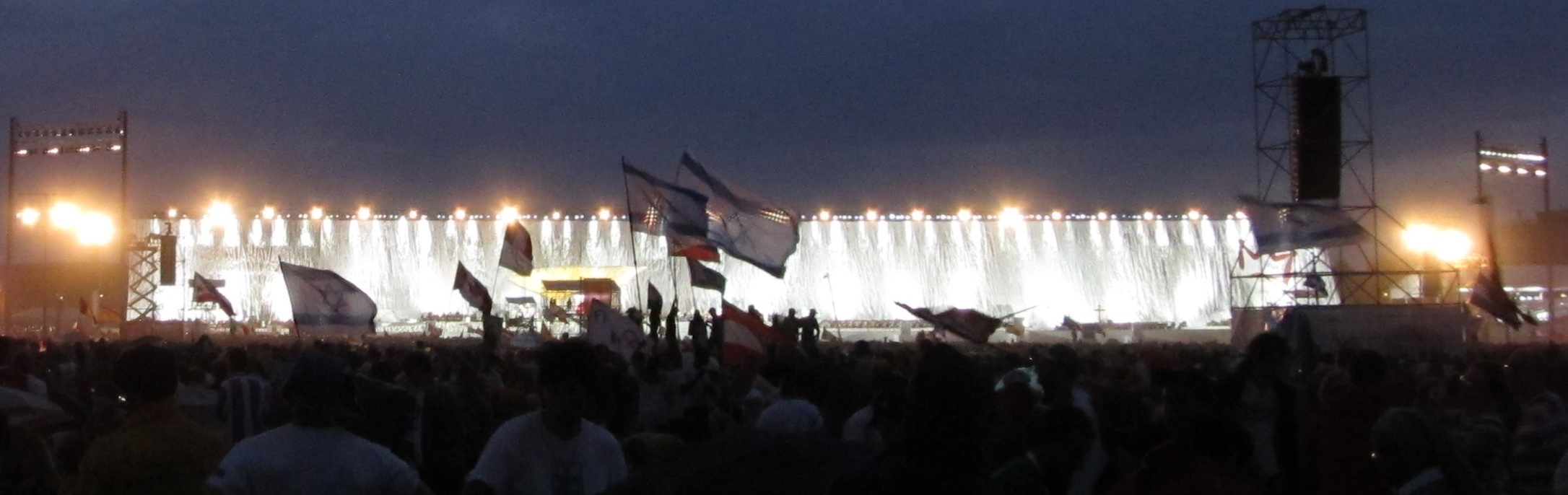
Altarbühne während der Vigil

Am Abend des 16. August wurde die vom Erzbischof von Madrid und einer Vielzahl von anderen Bischöfen und Priestern gehaltene Eröffnungsmesse auf dem Cibelesplatz in Madrid gefeiert. Am darauffolgenden Tag fand unter anderem eine Eucharistische Anbetung in der Stierkampfarena Las Ventas statt. Papst Benedikt XVI. kam am 18. August um 12 Uhr auf dem Flughafen Barajas an und wurde von König Juan Carlos I., Königin Sofía sowie dem Erzbischof von Madrid, Rouco Varela, empfangen. Anschließend fuhr er im Papamobil in die Stadt.
Am Vormittag des 19. August besuchte der Papst den König und die Königin im Zarzuela-Palast. Auch das Kronprinzenpaar Felipe und Letizia sowie die Infantin Elena waren mit ihren Kindern anwesend. Während des Besuches fand auch eine private Unterredung zwischen dem Papst und dem König statt. Vom Palast aus begab sich Benedikt XVI. zu einem Treffen mit jungen Ordensfrauen und Universitätsdozenten in der Klosteranlage El Escorial im Nordwesten Madrids.
Am Abend betete der Papst mit Jugendlichen in der Innenstadt Madrids den Kreuzweg. Dazu wurden historische Figurengruppen aus verschiedenen Regionen Spaniens nach Madrid gebracht und zwischen der Plaza de Colón und der Plaza de Cibeles aufgestellt. Jugendliche aus aller Welt trugen das Weltjugendtagskreuz zu den verschiedenen Stationen. Die Gebete selbst verwiesen auf Leiden der heutigen Zeit: Krieg, Verfolgung, Drogenabhängigkeit, Terrorismus und Ausgrenzung. 
Am 20. August hielt der Papst eine Messe für angehende Priester in der Almudena-Kathedrale. Gegen Abend traf er vor der Stiftung Fundación Instituto San José mit Jugendlichen mit körperlichen und intellektuellen Behinderungen sowie deren Familien und Betreuern zusammen. Danach feierte er auf dem Flughafen Cuatro Vientos eine Vigil mit hunderttausenden Jugendlichen, nach anderen Angaben nahmen über eine Million teil, wobei es auf Grund von Hitze und anschließendem Unwetter zu vielen Noteinsätzen kam.
Die große Abschlussmesse fand am 21. August statt. An ihr nahmen das spanische Königspaar und mehr als eine Million Pilger teil. Durch die nächtlichen Unwetter waren einige der Zeltkapellen eingestürzt, in denen konsekrierte Hostien aufbewahrt wurden. Daher konnte die heilige Kommunion in der Messe nicht von allen Pilgern empfangen werden.

## Kontroversen und Proteste

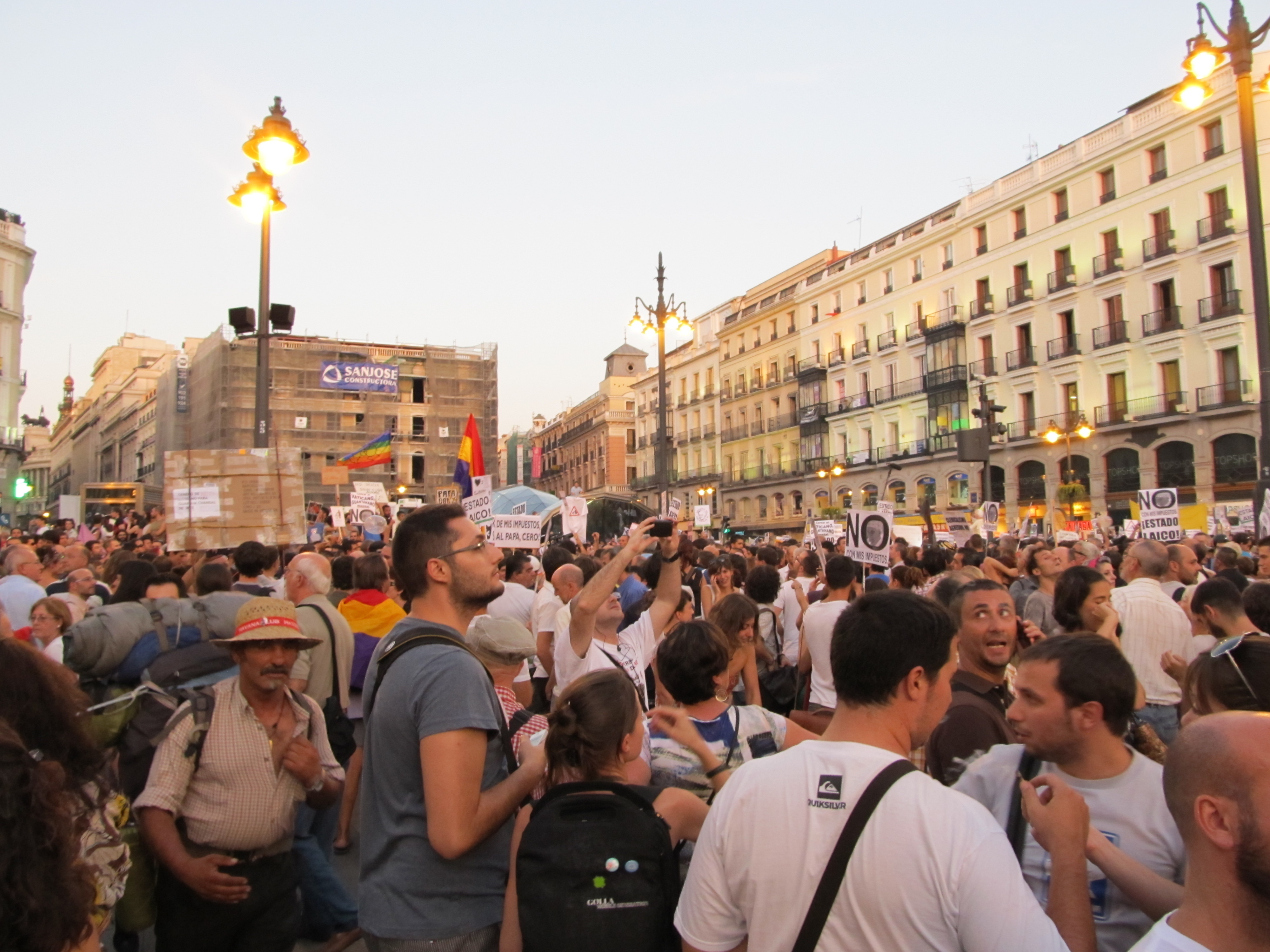
Demonstration auf der Puerta del Sol

Unter dem Motto „Kein Cent meiner Steuern für den Papst“ riefen 140 Organisationen gegen den Papstbesuch zur Demonstration am 17. August 2011 auf.
Die Veranstalter gaben hingegen an, der Weltjugendtag finanziere sich durch Spenden und Eintrittsgelder selbst. Regierungsvertreter erklärten, dass Spanien durch den Papstbesuch mehr profitiere als ausgegeben werde. Die Kosten des Weltjugendtages sollen etwa 50 Millionen Euro betragen, der Stadtrat rechnet mit 150 bis 250 Millionen Euro Mehreinnahmen durch die Pilger.
Staatliche Behörden erließen zunächst ein Verbot, gaben aber schließlich die Genehmigung für eine Protestdemonstration. Im Verlauf der Proteste kam es zu gewaltsamen Auseinandersetzungen zwischen Demonstranten und Polizei. Elf Personen, darunter zwei Polizisten, wurden verletzt; sechs Personen wurden festgenommen. Juan Antonio Martínez Camino, Sprecher der spanischen Bischofskonferenz, bezeichnete die jugendlichen Protestierenden als „Parasiten“.

## Festnahme nach Anschlagsankündigung
Nach Angaben der spanischen Polizei wurde am 16. August 2011 ein mit chemischen Waffen geplanter Anschlag auf Papstgegner durch die Festnahme eines Tatverdächtigen vereitelt. Laut der spanischen Zeitung El País handle es sich um einen „ultrakatholischen“ mexikanischen Chemiestudenten, der in einschlägigen christlichen Internetforen gefordert habe, mit dem Nervengas Sarin gegen Papstgegner vorzugehen. Der 24-jährige José Pérez Bautista, der sich ohne Widerstand habe festnehmen lassen, sei freiwilliger Helfer beim Weltjugendtag gewesen und wegen terroristischer Straftaten in Haft. Er wurde am  19. August wieder freigelassen.
Der beim Weltjugendtag anwesende österreichische Jugendbischof Stephan Turnovszky äußerte Entsetzen über den Anschlagsplan und bezeichnete ihn als schädlich für die Kirche.
Am 17. August 2011 erklärte die Polizei, es habe ein eindeutiges Risiko bestanden. Am 18. August 2011 wurde der Verdächtige gegen Auflagen auf freien Fuß gesetzt. Die Staatsanwaltschaft ging davon aus, dass er nicht über die notwendigen Chemikalien verfügt habe, um einen Anschlag zu verüben.

## Kritik am Management
Simon Rapp, Bund der Deutschen Katholischen Jugend, kritisierte die mangelnde Versorgung der Teilnehmer mit Wasser bei Temperaturen von bis zu 40 °C sowie Chaos und eine nicht ausreichende Kapazität bei den Unterkünften.